# Toulicia guianensis
Espèce
Synonymes
Selon GBIF (7 juin 2024)
- Ponaea guianensis (Aubl.) J.F.Gmel.
- Ponaea saponarioides Willd.

Toulicia guianensis est une espèce d'arbre d'Amérique du sud, appartenant à la famille des Sapindaceae. Il s'agit de l'espèce type du genre Toulicia
Il est connu au Venezuela sous le nom de Carapo blanco, au Suriname comme Toelisi (Karib), Karababalli (Arawak), et en Guyane comme Tatou et Tulisi.

## Description
Toulicia guianensis est un arbre de taille petite à moyenne, haut de 5-20(30) m, au bois jaunâtre.
Les tiges sont ferrugineuses-pubérulentes ou glabres, striées, ostensiblement lenticellées. 
Les feuilles sont paripennées ou imparipinées, longues de 0,5-1 m, avec la surface inférieure des folioles généralement brune.
Le pétiole et le rachis sont longs de 30-60 cm, striés, lenticellés, glabres ou presque, et les pétiolules longs de 2-3 mm.
On compte 6-12 paires de folioles, alternées ou subopposées, coriaces, oblongues-lancéolées, elliptiques ou oblongues-elliptiques, mesurant 10-30 x 4,5-10,5 cm, glabre, parfois peu pubérulent en dessous, asymétrique, le sommet aigu ou acuminé, la base très inégale, un côté aigu, l'autre obtus ou arrondi, les marges entières, parfois révolues.
Les nervures primaires et secondaires sont proéminentes abaxialement, et les nervures tertiaires sont finement réticulées. 
Les inflorescences sont en thyrses axillaires ou distaux, longs de 40-75 cm, paniculés, avec des axes ferrugineux-pubéreux ou tomentulose.
Les fleurs sont en dichasie composée, congestionnée, sessile. 
Les sépales sont oblongs-ovés, arrondis à l'apex, longs de 1,5-2,7 mm, appressés-pubescents.
Les 4 pétales sont blancs, griffus, abaxialement appressés-lancéolés, longs de 2,6-3,4 mm, le limbe lancéolé d'environ 2 mm de long, avec 2 appendices filiformes, aussi longs que les pétales, insérés au-dessus de la griffe.
Le disque est unilatéral, glabre.
Les étamines sont de longueur inégale (2,5-4 mm de long), avec les filets peu étendus, et les anthères longues d'environ 0,5 mm.
Le gynécée est ferrugineux-lomenteux. 
Les méricarpes sont oblongs, papilleux, pubérulents, aplatis, longs de 2,7-5,2 cm, la loge occupant la moitié supérieure du méricarpe, et l'endocarpe glabre. 
Les graines sont ellipsoïdes, brun foncé, le hile linéaire, long d'environ 3 mm,.

En 1952, Lemée propose la description suivante de Toulicia guianensis :

« T. guianensis Aubl. - Feuilles à pétiole, rachis et nervures (en dessous) pulvérulents-ferrugineux, le rachis sub-4-gone lenticellé, folioles pétiolulées grandes (jusqu'à 0,25 sur 0,08) inéquilatérales oblongues brièvement acuminées, chartacées, finement réticulées-veinées, souvent subbullées, un peu luisantes en dessus, roussâtres en dessous ; inflorescences grandes pyramidales pulvérulentes-ferrugineuses à divisions racémiformes ; sépales ovales aigus poilus en dehors, ciliés, pétales et écailles poilus ainsi que les étamines et l'ovaire, disque glabre ; fruit long de 0,04, obovale, coques membraneuses finement pubérulentes. »

— Albert Lemée, 1952.

## Répartition
Toulicia guianensis est présent au Venezuela, au Guyana, au Suriname, en Guyane et au Brésil (Roraima, Amapa),.

## Écologie
Toulicia guianensis pousse dans les forêts de plaine saisonnièrement inondées, et aux bords des rivières, à 50-200 m d'altitude.

## Protologue

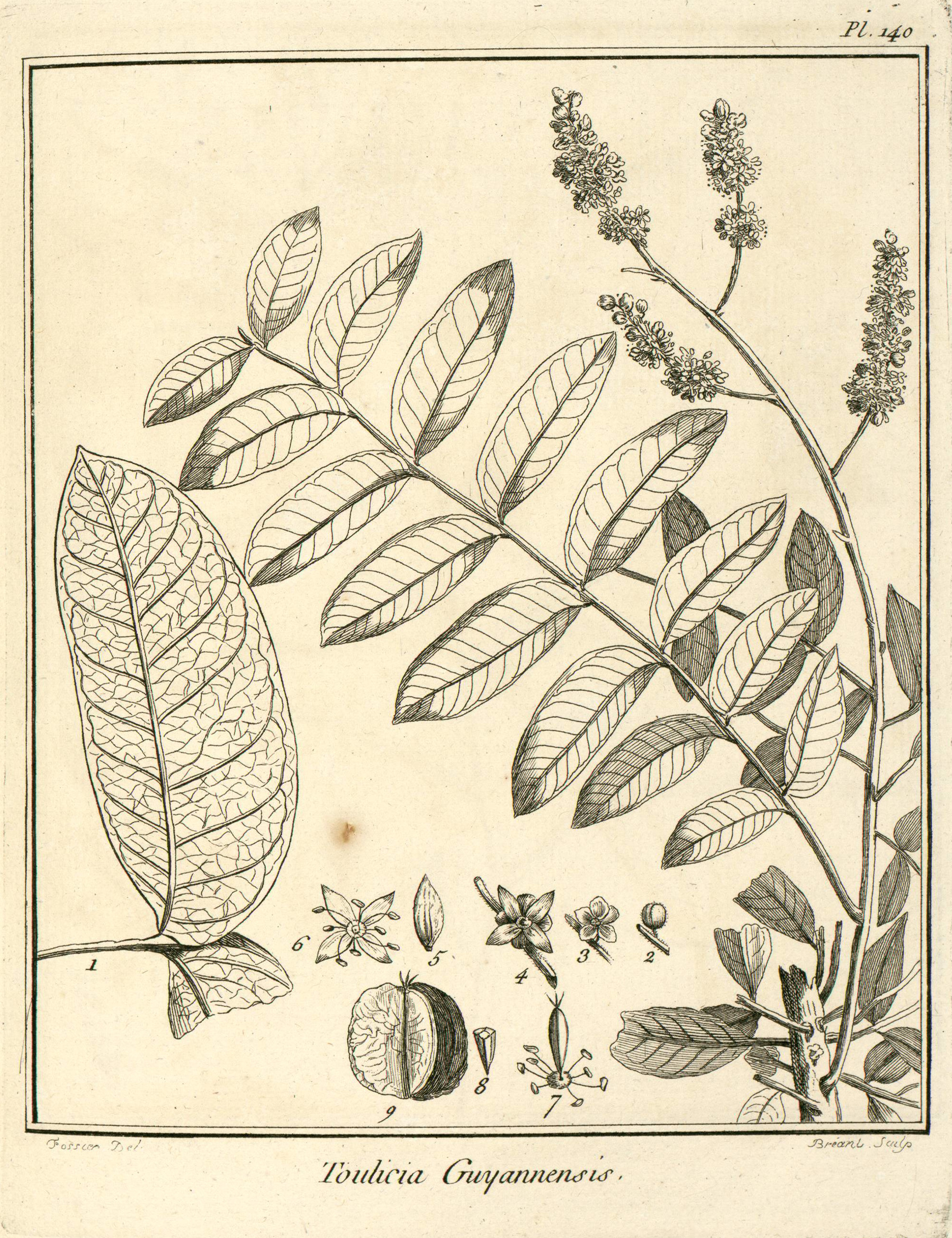
Toulicia guianensis par Aublet (1775) La fleur étant très petite, on en a repréſenté les parties vues à la loupe ; le fruit eſt dans ſon état naturel. - 1. Foliole de grandeur naturelle. - 2. Bouton de fleur. - 3. Calice. - 4. Corolle. Diſque. - 5. Pétale. - 6. Corolle. Diſque. Étamines. - 7. Diſque. Étamines. Piſtil. - 8. Ovaire coupe en travers. - 9. Fruit à trois ailes.

En 1775, le botaniste Aublet a décrit Toulicia guianensis sous le nom de Iroucana guianensis, et en a proposé le protologue suivant : 

« 1. TOULICIA (guianenſis). (Tabula 140.)
Arbor trunco mediocri, viginti aut triginta-pedali, in ſummitate ramoſo ; ramis tribus aut quatuor, folioſis & ſparlis. Folia alterna, pinnata, foliolis octo, utrinque coſtæ adnexis, ſuboppoſitis, ovatis, inæqualiter nervo medio ſectis, integerrimis, acutis, glabris, ſubſeſſilibus. Flores paniculati, axillares & terminales ; ramus paniculæ trigonus, villoſus, tadu aſper. Flores exigui, denſi, in glomerulos ſeſſiles ſparſi, & in ſpicam diſpoſiti.
Habitat ad ripam fluvii Sinémarienſis, viginti milliaribus à maris littore.
Nomen Caribæum TOULICI.

LE TOULICI de la Guiane. (PLANCHE 140.)
Le tronc de cet arbre s'élève à trente pieds, ſur environ ſept à huit pouces de diamètre. Son écorce eſt cendrée. Son bois eſt blanc & peu compacts. Il pouſſe à ſon ſommet trois ou quatre branches garnies dans toute leur longueur de feuilles diſpoſées près à près. Ces feuilles ſont ailées à deux rangs de folioles preſque oppoſées ; ces folioles ſont partagées par une nervure qui rend la partie ſupérieure plus large que l'inférieure. Elles ſont entières, vertes, liſſes, fermés, ovales, ondées à leurs bords, les plus grandes ont huit pouces de longueur, ſur trois de largeur. La côte, ſur laquelle elles ſont placées, eſt longue de plus de deux pieds, renflée, à ſa naiſſance, cylindrique & enſuite triangulaire, terminée par une pointe. Le nombre des folioles eſt de huit ſur chaque rang.
Les fleurs naiſſent à l'extrémité des branches ſur de grandes panicules, dont les branches ſont éparſes. La tige de chaque panicule, & les branches qui ne ſont pas garnies de fleurs, ſont triangulaires & couvertes d'un duvet cendré qui les rend âpres au toucher.
Les fleurs ſont placées près à près par petits paquets preſque ſeſſiles, ſur les branches de la panicule.
Le calice eſt d'une ſeule pièce, diviſé en cinq parties arrondies.
La corolle eſt à quatre pétales ovales, aigus, blanchâtres, bordes à leur extrémité ſupérieure de deux, trois ou quatre petites éminences jaunes, chargées de poils blancs : cespoils ſont attaches autour d'un diſque rouge & charnu.
Les étamines ſont au nombre de huit, dont quatre plus grandes. Elles ſont placées ſur le diſque, & entourent l'ovaire. Leur filet porte une anthère ovoïde à deux bourſes.
Le piſtil eſt un ovaire oblong à trois côtes, ſurmonté de trois styles petits, termines par un stigmate aigu.
L'ovaire devient un fruit ſec, arrondi, rouſſâtre, à trois ailes, qui ſe ſéparent chacune en deux lames membraneuſes. Ce fruit ſe partage en trois capſules triangulaires, bordées ſur leurs angles extérieurs de deux feuillets membraneux. Ces deux feuillets ſont les lames des ailes du fruit. Chaque capſule contient une semence ovalaire.
[...]
Cet arbre eſt nommé TOULICI par les Galibis. Je l'ai trouvé en fleur & en fruit dans le mois & Novembre, étant ſur les bords & la rivière de Sinémari, à près de vingt cinq lieues de ſon embouchure. »

— Fusée-Aublet, 1775.